# Pomaski Małe
Pomaski Małe [pronunciación en polaco: /pɔˈmaski ˈmawɛ/] es un pueblo ubicado en el distrito administrativo de Gmina Szelków, dentro del condado de Maków, voivodato de Mazovia, en el centro-este de Polonia. Se encuentra a unos 10 kilómetros al oeste de Szelków, a 6 kilómetros al sur de Maków Mazowiecki, y a 68 kilómetros al norte de Varsovia.